# Еркін Шагаєв
Еркін Шагаєв (12 лютого 1959) — радянський ватерполіст і плавець.
Олімпійський чемпіон 1980 року.
Чемпіон світу з водних видів спорту 1982 року.
Чемпіон Європи з водного поло 1983 року, срібний призер 1981 року.